# Ворона (Черниговская область)
Воро́на (укр. Ворона) – посёлок при предприятии, расположенное на территории Борзнянского района Черниговской области (Украина) на берегу озера Ворона. Расположено в 43 км на северо-запад от райцентра Борзны. Население — 10 чел. (на 2006 г.). Адрес совета: 16422, Черниговская обл., Борзнянский р-он, село Ховмы, тел. 26–5-21. Ближайшая ж/д станция — Бондаренково (Семёновский район), 42 км.